# Сарыбулак (Акмолинская область)
Сарыбула́к (каз. Сарыбұлақ) — аул в Бурабайском районе Акмолинской области Казахстана. Входит в состав Боровской поселковой администрации. Код КАТО — 117035500.

## География
Аул расположен в северной части района, на расстоянии примерно 13 километров (по прямой) к северо-востоку от административного центра района — города Щучинск, в 6 километрах к югу от центра поселковой администрации — поселка Бурабай.
Абсолютная высота — 363 метров над уровнем моря.
Ближайшие населённые пункты: село Окжетпес — на северо-западе.

## Население
По данным 1999 года, в ауле не было постоянного населения. По данным переписи 2009 года, в ауле проживало 65 человек (29 мужчин и 36 женщин).
| Численность населения |
| 2009                  |
| --------------------- |
| 65                    |

## Улицы[4]
- микрорайон Саяжай,
- ул. Балуан Шолак,
- ул. Жайлау,
- ул. Кайнар.